# 馬伊科卡赫河
13°37′48″N 39°08′13″E / 13.63°N 39.137°E

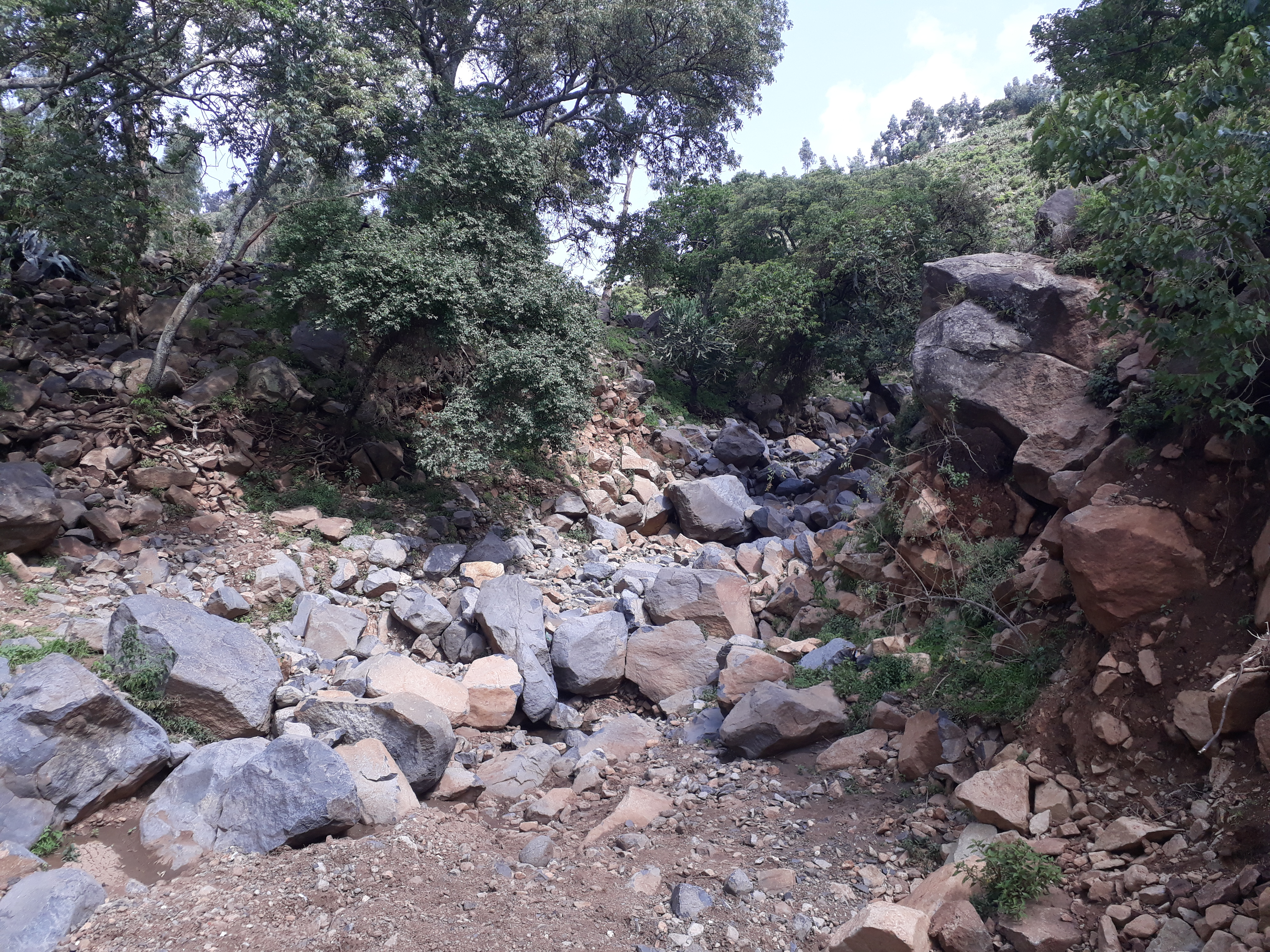

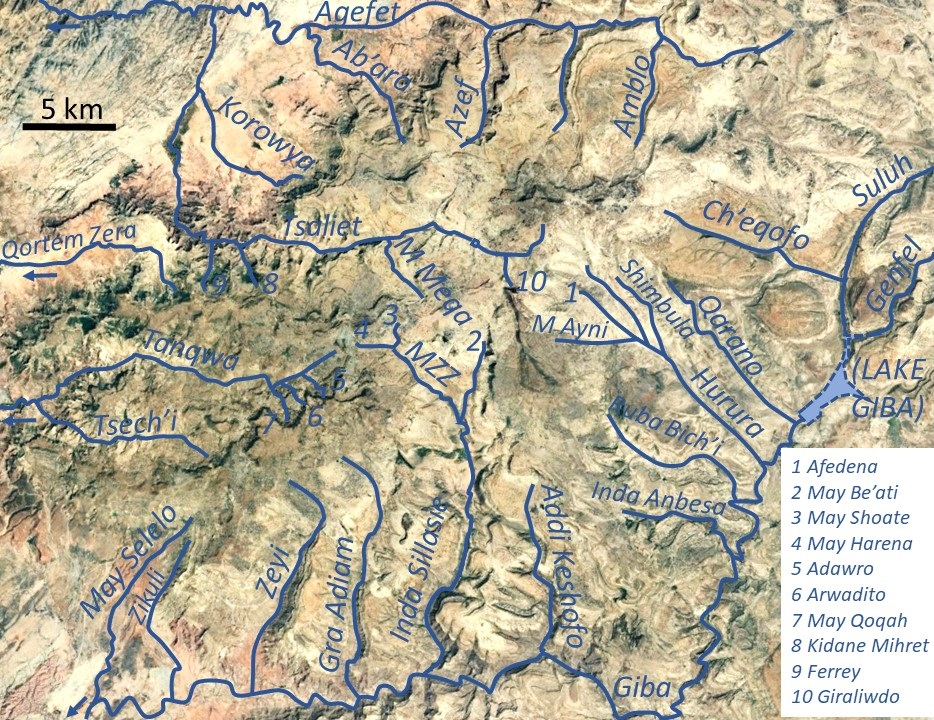

馬伊科卡赫河是埃塞俄比亞的河流，位於該國北部，處於提格雷州，屬於尼羅河流域的一部分，河道全長3公里，河床上的巨石和鵝卵石可能來自流域上游。